# L'Aéropostale, courrier du ciel
L’Aéropostale est une mini-série franco-belge réalisée par Gilles Grangier. Elle a d'abord été diffusée en Suisse à partir du 28 novembre 1980 sur la TSR, en France en quatre épisodes de 80 minutes du 13 décembre 1980 au 3 janvier 1981 sur FR3.
Au Québec, elle a été diffusée en six épisodes de 52 minutes à partir du 17 juin 1983 à la Télévision de Radio-Canada sous le titre L'Aéropostale.

## Synopsis
En septembre 1918, alors que le premier conflit mondial fait toujours rage, l'industriel toulousain Pierre-Georges Latécoère songe déjà à l'aviation d'après-guerre. Il imagine de relier la France à l'Amérique du Sud par un service régulier d'avions transportant du courrier grâce aux surplus d'appareils militaires désormais devenus inutiles. Il soumet son projet aux autorités qui l'accueillent avec beaucoup de scepticisme. Aidé par son principal collaborateur, Beppo de Massimi, Latécoère fonde les "Lignes Aériennes Latécoère" en décembre 1918. Le 9 mars 1919, Latécoère atterrit à Rabat. Il remet au général Lyautey un exemplaire du journal "Le Temps" paru la veille et un bouquet de violettes cueilli la veille à Toulouse. La poste aérienne est née. Didier Daurat, un jeune capitaine à forte personnalité qui a été récemment démobilisé, s'associe à l'aventure de l'industriel en s'engageant comme pilote à la Compagnie Latécoère…

## Distribution
- Bernard Fresson : Didier Daurat
- Michel Duchaussoy : Pierre-Georges Latécoère
- Robert Etcheverry : Léopold Gourp
- Robert Rimbaud : Beppo de Massimi
- Pierre Londiche : Joseph Roig
- Renée Faure : Mme Latécoère
- Anne Jolivet : Mme Daurat
- Jean-François Garreaud : Julien Pranville
- Jean-Paul Tribout : Marcel Reine
- Benoît Allemane : Antoine de Saint-Exupéry
- Jean-Pierre Bouvier : Jean Mermoz
- Michel Bedetti : Paul Vachet
- France Valéry : Mme Vachet
- Patrick Floersheim : Raymond Vanier
- Jean-Pierre Richepin : Henri Delaunay
- Patrick Massieu : Amédée Jayet
- Pascal Jolly : Portal
- Jean-Pierre Bacri : Beauregard
- Jean Reno : Moraglia
- Georges Koulouris : le commandant du Phocée
- Michel Caron : le ministre

## Épisodes
Épisode 1Monsieur Daurat
En septembre 1918, alors que le premier conflit mondial fait toujours rage, l’industriel toulousain Pierre-Georges Latécoère songe déjà à l’aviation d’après-guerre. Il imagine de relier la France à l'Amérique du Sud par un service régulier d'avions transportant du courrier grâce aux surplus d’appareils militaires désormais devenus inutiles. Il soumet son projet aux autorités qui l’accueillent avec beaucoup de scepticisme. Aidé par son principal collaborateur, Beppo de Massimi, Latécoère fonde les Lignes Aériennes Latécoère en décembre 1918. Le 9 mars 1919, Latécoère atterrit à Rabat. Il remet au Général Lyautey un exemplaire du journal « le Temps » paru la veille, et un bouquet de violettes cueilli la veille à Toulouse. La poste aérienne est née. Didier Daurat, un jeune capitaine à forte personnalité qui a été récemment démobilisé, s’associe à l’aventure de l’industriel en s’engageant comme pilote à la Compagnie Latécoère. En octobre 1920, il est nommé directeur d’exploitation de « la Ligne ». C’est sur le terrain d’aviation de Toulouse-Montaudran que Daurat met en place une organisation rigoureuse de la ligne. Il doit en effet faire face à des appareils peu fiables et des conditions météorologiques parfois défavorables. Il préconise l’achat d’appareils Breguet 14 de préférence au Salmson 2 fabriqué par Latécoère pendant la guerre, ce qui contribue à exacerber les tensions entre Daurat et Latécoère. Seul le Breguet peut permettre l’extension de la ligne vers Dakar.
Épisode 2Au-dessus des sables
La ligne relie maintenant Casablanca à Dakar avec une escale à Cap Juby et une autre à Villa Cisneros, dans le Rio de Oro espagnol. Les avions doivent cependant voler en formation pour s’entraider en cas de panne. À Toulouse, Didier Daurat embauche un jeune pilote prometteur répondant au nom de Jean Mermoz qui devra faire ses classes en passant par l’atelier de mécanique. Latécoère connaît de plus en plus de difficultés financières et doit, grâce à de nouvelles prouesses, rétablir au plus vite la situation. Le Maréchal Lyautey en personne va lui confier une lettre de la plus haute importance destinée au gouverneur espagnol afin de faciliter l’installation de la « Ligne » dans cette région. Il lui faut aussi parlementer avec un chef de tribus dissidentes pour lui expliquer ce que font exactement les avions.
Épisode 3Un interprète à bord des avions
Dans le désert, les exactions des Maures continuent à l’encontre des pilotes de la « Ligne ». Certains sont tués, d’autres emmenés en captivité dans l’intention d’obtenir une rançon. Antoine de Saint-Exupéry se montre fort utile dans le rôle du négociateur grâce à son sens de la diplomatie. Les avions emmènent dorénavant un interprète maure dont la présence permet de sauver des vies. La compagnie est aussi chargée d’apporter son assistance à l’équipage uruguayen du Général Tydeo Larre-Borgès posé près du cap Juby, lors d'une tentative de tour du monde. Ils sont prisonniers des Maures et seront libérés grâce à l’intervention des pilotes Reine et Antoine. Daurat prépare cependant l'avenir en supervisant les essais de nouveaux avions, tel le Latécoère 17. Latécoère part au Brésil afin d’organiser les liaisons aériennes en compagnie de Roig, Hamm et Vachet. Il y découvre une rude concurrence de la part des Allemands et des Américains. Face à des difficultés financières de plus en plus graves, Latécoère vend sa compagnie au financier Marcel Bouilloux-Lafont, pour se consacrer uniquement à la construction d’avions. En 1927, la Compagnie Générale d’Entreprises Aéronautiques devient la Compagnie Générale Aéropostale.
Épisode 4Le Condor des Andes
En Amérique du Sud, l’Aéropostale qui subit la concurrence allemande et nord-américaine parvient à consolider sa place sur le marché du transport aérien. Un accident fatal qui entraîne la mort de deux journalistes brésiliens ne fait rien pour la publicité de la compagnie. Mermoz et Delaunay se montrent partisans des vols de nuit. À Cap Juby, Reine est fait prisonnier par les Maures en compagnie de Serre. Les échanges diplomatiques qui se multiplient pour tenter de libérer deux pilotes prisonniers vont conduire à leur libération après quatre mois de mauvais traitements. En Amérique du Sud, un nouveau défi s'impose aux pilotes de l'Aéropostale : franchir la Cordillère des Andes. Pour cela, l’Aéropostale se procure des Potez 25 dont le plafond atteint 6 000 mètres. Accompagné de son fidèle Alexandre Collenot, Mermoz est contraint de se poser sur une crête étroite d’où ils parviennent à redécoller in extremis après une réparation sommaire.
Épisode 5Jusqu’au Pacifique
L’Aéropostale a établi désormais un réseau aérien depuis Rio de Janeiro vers l’Argentine et bientôt le Chili. Pour tenter de raccourcir les temps de trajet, Mermoz décide de voler de nuit. En 1928, la ligne France-Amérique du Sud est ouverte, même si le courrier est transporté par des avisos rapides entre Dakar et Natal. Grâce à un modèle Latécoère 28-3 doté de flotteurs et baptisé « Comte de la Vaulx », Jean Mermoz, accompagné du navigateur Jean Dabry et du radio Léopold Gimié, parvient à traverser l’Atlantique Sud entre St Louis du Sénégal et Natal les 12 et 13 mai 1930.
Épisode 6Une civilisation à part
Après son formidable succès de la traversée de l’Atlantique Sud, le voyage de retour s’avère plus mouvementé. Après de nombreuses tentatives pour faire décoller l’hydravion, Mermoz parvient enfin à s’envoler avant d’être contraint de se poser en pleine mer près d’un bâtiment le 9 juillet 1930 à la suite d’une fuite d’huile. L’hydravion coule tandis que l’équipage est recueilli sain et sauf. Le 12 juin 1930, Henri Guillaumet doit poser son Potez 25 à 3 000 m d'altitude après une tentative de passage par la Laguna del Diamante au milieu de la Cordillère des Andes. Il parviendra seul à rejoindre la civilisation en 4 jours et 4 nuits de marche et ne retrouvera que 8 jours plus tard ses camarades Saint-Exupéry et Deley qui s’étaient lancés à sa recherche depuis les airs. Daurat fait part à Mermoz de sa déception après l’échec de son voyage retour. Il se demande s’il n’est pas en passe de devenir une vedette qui recherche l’exploit à tout prix. En 1931, l’aventure de l’Aéropostale s’achève après sa liquidation.

## Commentaires
La série télévisée L’Aéropostale tente, avec un certain succès, de retracer le plus fidèlement possible l’épopée de la « Ligne » évoquant le transport aérien de courrier entre la France et l’Amérique du Sud. Elle est issue en droite ligne des séries Les Faucheurs de marguerites (1973), La Conquête du ciel (1980) et autre Le Temps des as sur le thème de l’aviation.
Le réalisateur de télévision Gilles Grangier s’est entouré d’Édouard Bobrowski pour le scénario, l’adaptation et les dialogues, les dialogues additionnels étant réalisés par Marcel Jullian. Claude Robin était quant à lui responsable de la photographie et Alain Le Meur de la musique. Les producteurs avaient pour nom Cyril Grize et Pierre Darcay pour le compte des sociétés productrices France Région FR3, Pathé Cinema et la RTBF.
La série a été diffusée sur FR3 à raison de quatre épisodes par semaine en début de soirée entre le 13 décembre 1980 et le 3 janvier 1981. À noter également que la série a été éditée en cassettes VHS en 2000 par Warner Vision France sous la forme d’un coffret de trois cassettes de deux épisodes chacune.
La distribution comprenait des acteurs de renom tels que Bernard Fresson, Robert Etcheverry et Michel Duchaussoy, mais aussi des inconnus, pour l’époque, comme Jean-Pierre Bacri, Jean Reno ou Jean-François Dérec.

## Scènes aéronautiques
Malgré un budget serré comme il est souvent de coutume pour une série télévisée, la production réussit la tour de force de présenter des scènes aéronautiques crédibles. Pour cela, elle fait appel à Jean Salis qui est alors, dans les années 1970, l’un des rares collectionneurs privé d’aéronefs en France ainsi qu’à Claude Rousseau (Rousseau Aviation).
Il convient de prendre pour un compliment envers la production le fait que certains qualifient parfois ce téléfilm de véritable documentaire tant le scénario suit de très près l’histoire de l’Aéropostale.
Le film a été tourné sur le plateau de Cerny, à La Ferté Alais, ainsi que sur l’étang de Biscarrosse, à l’ancienne base des Hourtiquets qui doit transporter le téléspectateur vers Marignane, St Louis du Sénégal ou Natal. L’équipe cinématographique s’est également déplacé au Maroc dont les paysages rappellent ceux du Rio de Oro ou des environs de Saint-Louis du Sénégal.

## Les avions de la série
Dans l’épisode 1 apparaît une réplique de Salmson 2.A2 construite par Jean Salis, et son Amicale Jean-Baptiste Salis, et Roland Payen. Cette réplique assez convaincante a été obtenue à partir d’un Caudron Luciole avec un moteur de 135 chevaux. Cet appareil était apparu dans plusieurs téléfilms dont l’Équipage (1978) ou la série Le Temps des as (1978).
Mais le morceau de bravoure de la série a été sans conteste la fabrication spécialement pour la série de deux répliques volantes de Breguet XIV immatriculés officiellement au registre français des aéronefs de collection F-AZBH et F-AZBP. Ces appareils ont été construits chez Jean Salis d’après les plans de Roland Payen. Plusieurs concessions par rapport aux modèles originaux ont été faites. Les moteurs Renault 12 Fe de 320 ch étant introuvables, ils ont été remplacés par un moteur Hispano 12Xcrs (en) de 690 ch sur chaque appareil, moteur dont la présence est trahie par des pipes d’échappement sur les capots moteur. Les appareils embarquent également deux réservoirs de carburant sous les ailes qui sont censées rappeler les conteneurs à courrier. Pour faciliter les manœuvres des appareils au sol et leur permettre en particulier d’emprunter des aérodromes avec des pistes en dur, les deux Breguet XIV ont été équipés d’une roulette de queue au lieu de la traditionnelle béquille qui tenait lieu de frein. Ces deux Breguet (épisodes 1, 2, 3) portent de nombreux matricules fictifs (F-AFFM, AEVN, AFDK, AFTZ, AFWD, AFNT, AFBT…) pour faire nombre. Lors d’une scène de voltige, un des Breguet est doublé par un Bücker Jungmann. Des deux exemplaires construits par Salis, l'un est exposé au sol au Royal Thaï Air Force Museum. l’autre exemplaire, F-AZBP, a été acquis par la Société Michelin, comme symbole historique pour la mémoire du rôle important de la Société de Clermont Ferrand qui a construit pratiquement tous les Breguet XIV type B2 (bombardement). Le F-AZBP a participé durant quelques années à différents meetings. Il est aujourd'hui, arrêté de vol et exposé au Musée Michelin de Clermont Ferrand. Depuis 2007, le seul Breguet XIV visible en vol dans les meetigs aériens, notamment lors du meeting de Pentecôte à La Ferté Alais depuis 2008, est le Breguet XIV F-POST, réplique construite par l'Association Breguet 14 à Toulouse, d'après les plans Payen, comme les exemplaires de Salis, mais le moteur utilisé est un Lycoming IGO-540 de 350 CV avec l'échappement fonctionnel vers le haut(cornemuse caractéristique). Le F-POST a effectué son premiet vol à Toulouse le 11 novembre 2003. Il est l'avion le plus puissant qui ait été à ce jour certifié sous le régime C.N.R.A. (Association Breguet 14 - breguet14.org)
Le Latécoère 17 est également une réplique réalisée à partir du monomoteur canadien Noorduyn Norseman F-BSTC pour le tournage de la mini-série La Conquête du ciel (1980). Roland Payen reçut la difficile tâche d’accomplir la transformation qui ne s’acheva qu’en mai 1979. Il était propulsé par un moteur Pratt & Whitney R-1340-AN-1 Wasp de 9 cylindres en étoile développant 600 ch. Là encore, des concessions à la réalité doivent être faites conduisant à un modèle hybride doté du fuselage du prototype avec une porte à gauche et sans les tôles ondulées, les ailes à extrémités elliptiques comme les modèles de série et le moteur à étoile du Laté 17J rappelant le Gnome-Rhône Jupiter. Le train d’atterrissage était également plus large que sur l’original afin de minimiser l’apparition du cheval de bois lors de l’atterrissage. Comme ses confrères Breguet XIV, il reçut diverses immatriculations fictives lors du tournage (F-AIDK, F-AJBD) et joua même le Late 25 dans la scène relatant l’exploit de Mermoz et Collenot dans les Andes. Officiellement immatriculé F-AZBD, cet appareil a poursuivi sa carrière en vol dans diverses manifestations aéronautiques jusqu’en avril 1987, date à laquelle son pilote Jack Krine fut contraint à un atterrissage forcé. Son épave hanta quelque temps encore le parc à ferrailles sur le terrain de La Ferté Alais.
Le Potez 25 arborant l’immatriculation authentique F-AJDZ de l’avion de Henri Guillaumet est en fait une maquette grandeur nature non volante apparaissant dans les épisodes 4, 5, 6.
Enfin, et non des moindres, le Latécoère 28-3 « Comte de la Vaulx » présent dans les épisodes 5 et 6 est également une réplique. Il était prévu à l’origine que Claude Rousseau fournirait une réplique « hydroplanante » d’un Laté 28 muni d’un moteur Renault de 600 chevaux prêté par l’Armée de l’Air. Sans plan d’origine, l’appareil a été réalisé avec un budget de 310 000 francs en 5 mois. Relativement conforme au véritable modèle d’époque, les flotteurs étaient en bois avec un capot moteur très sobre comparé à celui, complexe, d’origine, la seule concession d’importance étant constituée par une hélice tripale moderne. Pour la petite histoire, c’est à l’issue du tournage des scènes prévues que Claude Rousseau décida des faire voler la réplique. Il fit plusieurs vols filmés à partir d’une vedette et d’un hélicoptère, à la grande satisfaction des cinéastes qui n’en avaient pas demandé tant. Cet avion est actuellement présenté au musée de Melun Villaroche, en attendant un avenir meilleur.
Enfin, au détour d’une scène, dans un hangar, on aperçoit un Caudron G.3, monture de l’aviatrice française Adrienne Bolland qui en 1921, devint la première à réussir la traversé de la Cordillère des Andes. Il s’agissait d’un appareil acheté à l’état d’épave par Jean Salis à Auguste Maïcon, revendu par la suite à un musée vénézuélien.

## Autour du film
Malgré l'excellente documentation des auteurs et les répliques quelque peu semblables des appareils utilisés, différentes erreurs historiques peuvent être décelées dans cette série. On notera par exemple, les tarmacs sur certains aérodromes, alors que le terrain y était encore en terre ou en herbe. Au niveau des personnages, si les ressemblances des personnages de Latécoère, Lyautey, Daurat, Mermoz et St Exupéry est approchante de la réalité, il n'en est pas de même pour Guillaumet, Élysée Négrin, Julien Pranville, Alexandre Collenot, le colonel de la Pena, et surtout pour Marcel Reine, entiché d'une moustache du début du siècle. Dans un autre registre, le personnage de Élysée Négrin, qui est ici appelé « Négrine », et son comportement, avec le pilote d'essai de Latécoère, Achille Enderlin, s'avère totalement inexact, les montrant, de même Guillaumet et que Alexandre Collenot, le mécanicien attitré de Mermoz, très arrogants et sûrs d'eux-même, alors qu'il est avéré que ces pilotes étaient d'une grande humilité. On notera également que les navires de la Marine Nationale, ici utilisés, disposent de matériel de bord beaucoup plus moderne que ceux des avisos de l'Aéropostale, au début des années 1930. Enfin, lorsque St Exupéry, à la fin du dernier épisode, apporte son roman « Vol de nuit », à Didier Daurat, celui-ci coule une retraite paisible en compagnie de sa femme. En réalité, à cette époque, l'Aéropostale était en pleine tourmente, en liquidation judiciaire, et l'ex directeur d'exploitation avait été renvoyé comme un malpropre, ses clés de bureau échangées, afin qu'il ne puisse plus y entrer.